# Dick Fosbury
Dick Fosbury, właśc. Richard Douglas Fosbury (ur. 6 marca 1947 w Portland w stanie Oregon, zm. 12 marca 2023 w Salt Lake City) – amerykański skoczek wzwyż, który zapoczątkował styl skakania zwany flopem Fosbury’ego. Styl ten polega na przeniesieniu ponad poprzeczkę najpierw głowy, a następnie wygięciu ciała do tyłu i przeskoczeniu poprzeczki w taki sposób, że znajduje się ona za plecami zawodnika.

## Życiorys
W 1968, stosując wynalezioną przez siebie technikę, zdobył złoty medal na igrzyskach olimpijskich w Meksyku. Jednocześnie wynikiem 2,24 m ustanowił nowy rekord olimpijski. Mimo sceptycznych reakcji sportowców, metoda przyjęła się i nadal jest stosowana.
Fosbury nigdy nie wygrał mistrzostw Stanów Zjednoczonych, ale zwyciężył w akademickich (NCAA) mistrzostwach USA w 1968 i 1969.
Na kanwie historii Fosbury’ego powstał teledysk Avicii Broken Arrows.

## Rekord życiowy
- skok wzwyż – 2,24 m (1968)[5]